# Лутошкин, Анатолий Николаевич

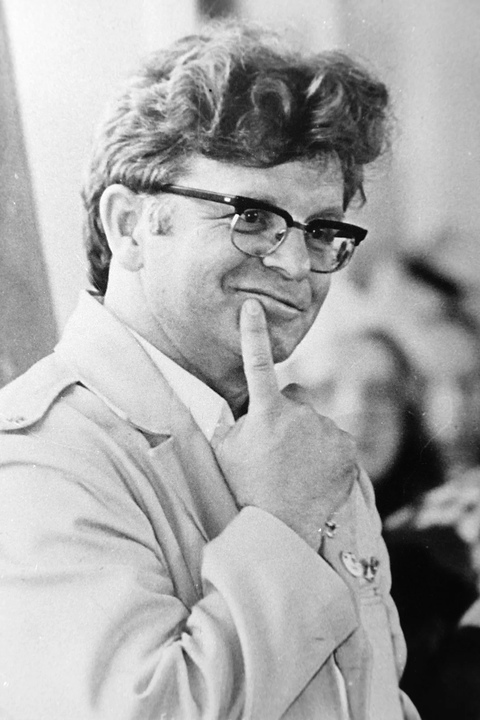
Лутошкин А.Н.

Анато́лий Никола́евич Луто́шкин (5 марта 1935, Приморский край – 20 ноября 1979, Кострома) – советский психолог, специалист в области социальной и педагогической психологии, кандидат психологических наук, доцент.

## Биография
Родился 5 марта 1935 г. в Приморском крае в семье военнослужащего. Школу заканчивал в г. Молотов. В 1953 г. переехал к родителям в Калининград. В 1957 г. окончил историко-филологический факультет Калининградского государственного педагогического института по специальности "русский язык и литература".
В 1957-1960 гг. –  инспектор отдела комсомольских организаций, пропаганды и агитации обкома ВЛКСМ.
С 1960 по 1965 г. – ассистент, старший преподаватель кафедры педагогики и психологии Калининградского государственного педагогического института.
В 1965-1966 гг. – заведующий заочным отделением Калининградского политехникума.
В 1966 г. переехал во Владимир, где работал старшим преподавателем кафедры педагогики Владимирского пединститута.
В 1969 г. окончил аспирантуру Курского государственного педагогического института, защитив 19 мая 1969 года МГПИ им. В.И. Ленина кандидатскую диссертацию на тему «Исследование эмоциональных состояний группы школьников».
В 1972 году переехал в Кострому. Работал в Костромском государственном педагогическом институте. Был деканом историко-педагогического факультета, заведовал кафедрой теории и методики пионерской и комсомольской работы. Подготовил докторскую диссертацию, предварительное обсуждение которой состоялось на семинаре института психологии Академии наук СССР в июне 1979 года, однако защитить её так и не успел.
20 ноября 1979 г.  А.Н. Лутошкин скончался.

## Научная деятельность
Особое внимание А.Н. Лутошкин уделял раскрытию роли коллектива в социальном воспитании старшеклассников. Рассматривая психологическую структуру коллектива, он выделил в ней две важные сферы: потенциальную и актуальную.
Рассматривая динамику развития группы как коллектива, он в популярной и понятной для школьника форме обозначил этапы этого развития: «песчаная россыпь», «мягкая глина», «мерцающий маяк», «алый парус», «горящий факел».
Им были созданы «Цветопись настроения», музыкальные психологические тон - методики, процедура самоаттестации, рисовально-символическая диагностика лидерства, прибор «Групповой ритмограф» для фиксации эмоциональных состояний группы, оригинальные методики для естественных и лабораторных экспериментов, программы наблюдения, направленные на социально - психологическую диагностику характеристик группы по заданным параметрам.